# باشگاه فوتبال بازل
فوتبال کلوب بازل ۱۸۹۳ یا اف‌سِ بازل (به آلمانی: Fussball Club Basel 1893) یک باشگاه فوتبال در شهر بازل در سوئیس می‌باشد که در سوپر لیگ فوتبال سوئیس حضور دارد. بهرنگ صفری مدافع چپ ایرانی در این تیم بازی می‌کرد.
این باشگاه در تاریخ ۱۵ نوامبر ۱۸۹۳ تأسیس شده‌است.
این باشگاه با قهرمانی در ۸ فصل پیاپی (از ۲۰۱۰ تا ۲۰۱۷) رکوردار در سوپر لیگ سوئیس می‌باشد.